# 亞歷山大·波普
亞歷山大·波普（Alexander Popp，1976年11月4日—），是一位德國職業網球運動員。於1997年轉為職業選手。他的生涯最高世界排名為74位。

## 職業生涯

### 早期生活與青少年生涯
波普出生在漢堡，並且8歲開始打網球。

### 職業生涯
波普在21歲轉職業。
波普的職業生涯巔峰期分別在2000年（晉級過中擊敗古斯塔沃·库尔滕）和2003年的溫網打入八強（敗於馬克·菲利浦西斯），隔年他打入第四輪，被當屆亞軍安迪·羅迪克以直落盤數擊敗。

## 外部連結
- 亞歷山大·波普（英文/西班牙文）的官方資料
- 亞歷山大·波普的官方資料（英文）